# Сліпа спека
Сліпа спека (англ. Blind Heat) — американський трилер 2001 року.

## Сюжет
Адріанна одружена з багатим і успішним власником великої комп'ютерної компанії. Одного разу, Адріанну викрадають, і вимагають величезний викуп за її благополучне повернення. Незабаром стає ясно, що її чоловік не готовий платити ціну. Пол, посередник з поліції, з усіх сил намагається досягти компромісу з викрадачами, в той час як Адріанна, із зав'язаними очима і замкнена, повинна розраховувати на свій розум, щоб витримати випробування.

## У ролях
- Марія Кончіта Алонсо — Адріанна Скотт
- Дж. Едді Пек — Віктор
- Джефф Фейгі — Пол Берк
- Ел Сапієнца — Джеффрі Скотт
- Алехандро Томмасі — Маурісіо
- Еліз Баллард — Еліза
- Хосе Алонсо — Альберто
- Хуліо Брачо — Рамон
- Педро Алварез — начальник поліції
- Амара Вільяфуерте — Марсела
- Шейла Брагг — Емі Перріш
- Роджер Кадні — Баутіста
- Антоніо Монрой — Карлос
- Сімон Гевара — Рауль
- Антоніо Субйага — поліцейський 1
- Хав'єр Сарагоса — поліцейський 2
- Елізабет Грір — Ребекка
- Едмундо Серена — охоронець
- Мауріціо Девісон — Infante
- Артуро Годінес — таємний агент
- Рут Качоуа — подруга Баутіста